# 伊勢市立北浜小学校
伊勢市立北浜小学校（いせしりつ きたはましょうがっこう）は、三重県伊勢市村松町にある公立小学校。

## 概要
- 校地面積：11,036m2
- 構成
  - 防音校舎：3階建 面積 2,808m2
  - 運動場
  - 講堂兼屋内体育館：634m2
  - プール：メインプール（25m×5コース）、サブプール（12.5m×4コース）

## 沿革
- 1875年 - 松林寺（村松村、現在は廃寺）に村松学校を創立する[1]。
- 1876年 - 本貢寺（有滝村）に有滝学校を創立する[1]。
- 1909年 - 村松学校と有滝学校を合併し、北浜尋常小学校が創立する。
- 1941年 - 国民学校令の施行に伴い、北浜村北浜国民学校と改称する。
- 1947年 - 学校教育法の施行に伴い、北浜村立北浜小学校と改称する。
- 1955年 - 北浜村が伊勢市に編入するのに伴い、伊勢市立北浜小学校と改称する。
- 1957年 - 講堂が竣工する。
- 1959年 - 伊勢湾台風により校舎が大破する。
- 1960年 - 伊勢湾台風復興工事が完了する。
- 1971年 - 防音校舎が竣工する。
- 1978年 - 講堂兼屋内体育館が完成する。
- 1985年4月22日 - プールが新設される。
- 2005年4月1日 - 3学期制から2学期制に移行する。

## 周辺
- 伊勢市立北浜幼稚園
- 伊勢市北浜スポーツグラウンド

## 交通アクセス
- 三重交通バス 
  - 伊勢市駅・宇治山田駅から「有滝（ありたき）」行きに乗車、「有滝」下車約900m、徒歩約11分
- 伊勢市コミュニティバス
  - 東大淀・日赤ルート 「村松」下車約1.2km、徒歩約15分